# 馬其頓的安蒂岡妮
安蒂岡妮（希臘語： Ἀντιγoνη；前四世紀人物），是安提帕特兄弟卡山德的女兒。
安蒂岡妮第一次婚姻是與馬其頓貴族馬加斯結婚，並生下女兒貝勒尼基。之後她改嫁給拉古斯，成為後來托勒密王朝開創者托勒密一世的繼母。

## 來源
- 威廉·史密斯，《希腊羅馬的神話和傳記辭典》, "Antigone (1)", 波士頓, (1867)